# میدان نفتی اوزبرگ
میدان نفتی اوزبرگ (نروژی: Osebergfeltet) از میدان‌های نفتی نروژ است، که در سال ۱۹۷۹ کشف شد و هم‌اکنون به‌طور متوسط روزانه معادل ۸۸ هزار بشکه نفت خام از این میدان تولید می‌شود.